# RNF185
RNF185 (англ. Ring finger protein 185) – білок, який кодується однойменним геном, розташованим у людей на довгому плечі 22-ї хромосоми. Довжина поліпептидного ланцюга білка становить 192 амінокислот, а молекулярна маса — 20 459.
| 10         |  | 20         |  | 30         |  | 40         |  | 50         |
| ---------- |  | ---------- |  | ---------- |  | ---------- |  | ---------- |
| MASKGPSASA |  | SPENSSAGGP |  | SGSSNGAGES |  | GGQDSTFECN |  | ICLDTAKDAV |
| ISLCGHLFCW |  | PCLHQWLETR |  | PNRQVCPVCK |  | AGISRDKVIP |  | LYGRGSTGQQ |
| DPREKTPPRP |  | QGQRPEPENR |  | GGFQGFGFGD |  | GGFQMSFGIG |  | AFPFGIFATA |
| FNINDGRPPP |  | AVPGTPQYVD |  | EQFLSRLFLF |  | VALVIMFWLL |  | IA         |

A: Аланін

C: Цистеїн

D: Аспарагінова кислота

E: Глутамінова кислота

F: Фенілаланін

G: Гліцин

H: Гістидин

I: Ізолейцин

K: Лізин

L: Лейцин

M: Метіонін

N: Аспарагін

P: Пролін

Q: Глутамін

R: Аргінін

S: Серин

T: Треонін

V: Валін

W: Триптофан

Кодований геном білок за функцією належить до трансфераз. 
Задіяний у таких біологічних процесах, як убіквітинування білків, автофагія, альтернативний сплайсинг. 
Білок має сайт для зв'язування з іонами металів, іоном цинку. 
Локалізований у мембрані, мітохондрії, ендоплазматичному ретикулумі, зовнішній мембрані мітохондрій.